# Parortholitha
Parortholitha là một chi bướm đêm thuộc họ Geometridae.

## Các loài
- Parortholitha chrysographa Herbulot, 1972
- Parortholitha cubitata Herbulot, 1981
- Parortholitha indocilis Herbulot, 1963
- Parortholitha ingens Herbulot, 1970
- Parortholitha moerdyki Herbulot, 1980
- Parortholitha subrectaria Walker, 1861
- Parortholitha recta Prout, 1916